# Johann Peter Krafft
Johann Peter Krafft (també Jean-Pierre) (nascut el 15 de septembre de 1780 a Hanau, a l'estat de Hessen - mort el 28 d'octubre de 1856 a Viena) era un pintor alemany de d'obres de gènere, d'història i de retrats.
Va ser el principal pintor d'història i retrats de l'estil neoclàssic a Viena, però més tard també va influir en el desenvolupament de la pintura de gènere en el període Biedermeier vienès, per exemple pels seus quadres monumentals El comiat del milicià (Der Abschied des Landwehrmannes 1813) i La tornada a casa del milicià (Die Heimkehr des Landwehrmannes 1820).